# So Young
So Young (tiếng Trung: 致我们终将逝去的青春) là bộ phim điện ảnh đầu tay năm 2013 của nữ đạo diễn, diễn viên Triệu Vy. Bộ phim được dựa trên tiểu thuyết ăn khách Gửi thời thanh xuân sẽ qua của chúng ta (Anh có thích nước Mỹ không?) của nhà văn Tân Di Ổ.

## Nội dung
Khẩu hiệu：
| “ | Tuổi trẻ là một cuộc hành trình không quay trở lại. Thanh xuân là một cuộc hội ngộ, không thể quên Tuổi trẻ là một nỗi đau. Thanh xuân là để hoài niệm. | ” |

## Diễn viên
- Triệu Hựu Đình vai Trần Hiếu Chính
- Hàn Canh vai Lâm Tĩnh
- Dương Tử San vai Trịnh Vy
- Giang Sơ Ảnh vai Nguyễn Quản
- Bao Bối Nhĩ vai Lão Trương (Trương Thiên Nhiên)
- Trịnh Khải vai Hứa Khai Dương
- Trương Dao vai Lê Duy Quyên
- Đồng Lệ Á vai Thi Khiết
- Lưu Nhã Sắt vai Chu Tiểu Bắc
- Vương Gia Giai vai Tăng Dục
- Hoàng Minh vai Triệu Thế Vĩnh
- Phan Hồng vai mẹ của Trần Hiếu Chính
- Dương Lan vai Dương Lan
- Hàn Hồng vai DJ Tử Quyên
- Tôn Vĩ vai Ngô Giang
- Cung Triết vai Đàm Tiểu Tinh
- Vương Sâm vai Vương Á Minh, bạn cùng phòng của Lâm Tĩnh
- Hoàng Tiểu Lôi vai bạn gái của Dương Á Minh
- Thôi Văn Lộ vai Tiểu Bàn
- Hà Phong vai bạn trai của Lê Duy Quyên

## Thử vai
Tân Di Ổ, tác giả của cuốn tiểu thuyết đã từng đề cập đến việc Triệu Vy mới chính là lựa chọn của cô cho vai nữ chính Trịnh Vy. Tuy nhiên, Triệu Vy đã từ chối lời đề nghị này và chọn tham gia làm đạo diễn cho phim.
Bên cạnh hai nam chính là Triệu Hựu Đình và Hàn Canh thì phần lớn dàn diễn viên là những người mới, trong đó có Dương Tử San vai nữ chính Trịnh Vy trong truyện . Triệu Vy tiết lộ "Họ đều là những người mới vào nghề. Thịnh thoảng họ còn thiếu ý thức chung. Nhưng tôi thích làm việc cùng vì họ chân chất, không kiểu cách... Họ thay thế sự thiếu kinh nghiệm bằng sự nhiệt tình".

## Nhạc phim
- Ca khúc chủ đề: "Gửi thanh xuân" (致青春) [7]
  - Nhạc: Đậu Bằng (Dou Peng)
  - Lời: Li Qiang
  - Trình bày: Vương Phi

## Sản xuất
Trong phim này, Triệu Vy dự định đưa câu chuyện trong cái nhìn bao quát rộng lớn về đời sống sinh viên những năm 90, "không chỉ là một tình yêu tay ba": "Tôi muốn cống hiến bộ phim tới mọi người có chung thời thanh xuân... Đây là ký ức cùng sẻ chia với thế hệ những người sinh ra tại Trung Quốc Đại lục vào giữa những năm 1970 và cuối những năm 80..." . Triệu Vy cũng mua lại quyền sở hữu bài hát của ban nhạc Suede cho bộ phim .
Phim khởi quay ngày 3 tháng 3 và đóng máy ngày 22 tháng 6 năm 2012.

## Giải thưởng
| Lễ trao giải                                 | Hạng mục                                                    | Người được đề cử                                          | Kết quả   | Ghi chú |
| -------------------------------------------- | ----------------------------------------------------------- | --------------------------------------------------------- | --------- | ------- |
| Phê bình phim Thượng Hải                     | Đạo diễn mới xuất sắc nhất                                  | Triệu Vy                                                  | Đoạt giải |         |
| Phê bình phim Thượng Hải                     | Films of Merit                                              |                                                           | Đoạt giải |         |
| Giải thưởng điện ảnh EntGroup                | Phim thị trường sáng tạo xuất sắc nhất                      |                                                           | Đoạt giải | [ 12 ]  |
| Giải thưởng điện ảnh EntGroup                | Nhà sản xuất sắc nhất                                       |                                                           | Đoạt giải | [ 12 ]  |
| Kim Kê                                       | Đạo diễn mới xuất sắc nhất                                  | Triệu Vy                                                  | Đoạt giải |         |
| Kim Kê                                       | Kịch bản chuyển thể xuất sắc nhất                           | Lý Tường                                                  | Đề cử     |         |
| Kim Kê                                       | Nữ diễn viên xuất sắc nhất                                  | Dương Tử San                                              | Đề cử     |         |
| Kim Kê                                       | Quay phim xuất sắc nhất                                     | Lý Nhiên                                                  | Đề cử     |         |
| Kim Kê                                       | Nhạc phim xuất sắc nhất                                     | Đậu Bằng                                                  | Đề cử     |         |
| Kim Kê                                       | Chỉ đạo nghệ thuật xuất sắc nhất                            | Li Yang                                                   | Đề cử     |         |
| Kim Mã                                       | Đạo diễn mới xuất sắc nhất                                  | Triệu Vy                                                  | Đề cử     |         |
| Kim Mã                                       | Kịch bản chuyển thể xuất sắc nhất                           | Lý Tường                                                  | Đoạt giải |         |
| Kim Mã                                       | Nhạc phim xuất sắc nhất                                     | Đậu Bằng (Soạn nhạc) Lý Tường (Lời) Vương Phi (Performer) | Đề cử     |         |
| Kim Mã                                       | Chỉ đạo nghệ thuật xuất sắc nhất                            | Li Yang                                                   | Đề cử     |         |
| Diễn đàn điện ảnh thế hệ trẻ Trung Quốc      | Đạo diễn mới của năm                                        | Triệu Vy                                                  | Đoạt giải |         |
| Diễn đàn điện ảnh thế hệ trẻ Trung Quốc      | Nữ diễn viên mới của năm                                    | Dương Tử San Giang Sơ Ảnh                                 | Đoạt giải |         |
| Diễn đàn điện ảnh thế hệ trẻ Trung Quốc      | Quay phim mới của năm                                       | Lý Nhiên                                                  | Đoạt giải |         |
| Diễn đàn điện ảnh thế hệ trẻ Trung Quốc      | Nhà thiết kế sản xuất mới của năm                           | Li Yang                                                   | Đoạt giải |         |
| Liên hoan phim quốc tế Trung - Úc            | Nữ diễn viên xuất sắc nhất                                  | Dương Tử San                                              | Đoạt giải |         |
| Liên hoan phim Trung - Mỹ                    | Giải thưởng thiên thần vàng                                 |                                                           | Đoạt giải |         |
| Liên hoan phim Trung - Mỹ                    | Đạo diễn xuất sắc nhất                                      | Triệu Vy                                                  | Đoạt giải |         |
| China Image Film Festival                    | Nữ diễn viên xuất sắc nhất                                  | Dương Tử San                                              | Đoạt giải |         |
| China Image Film Festival                    | Nữ diễn viên phụ xuất sắc nhất                              | Giang Sơ Ảnh                                              | Đoạt giải |         |
| Liên hoan phim sinh viên Quảng Châu          | Đạo diễn được yêu thích                                     | Triệu Vy                                                  | Đoạt giải |         |
| Liên hoan phim châu Á-Thái Bình Dương        | Nữ diễn viên xuất sắc nhất                                  | Dương Tử San                                              | Đề cử     |         |
| Liên hoan phim châu Á-Thái Bình Dương        | Nữ diễn viên phụ xuất sắc nhất                              | Giang Sơ Ảnh                                              | Đề cử     |         |
| Liên hoan phim châu Á-Thái Bình Dương        | Kịch bản xuất sắc nhất                                      | Lý Tường                                                  | Đề cử     |         |
| Hoa Biểu                                     | Phim xuất sắc về thanh niên                                 |                                                           | Đoạt giải |         |
| Hoa Biểu                                     | Nữ diễn viên mới xuất sắc                                   | Dương Tử San                                              | Đoạt giải |         |
| Hoa Biểu                                     | Nam diễn viên mới xuất sắc                                  | Bao Bối Nhĩ                                               | Đề cử     |         |
| Giải thưởng Điện ảnh Hồng Kông               | Phim tiếng Trung xuất sắc nhất (khu vực Đại Lục / Đài Loan) |                                                           | Đoạt giải |         |
| Giải thưởng Điện ảnh châu Á                  | Kịch bản xuất sắc nhất                                      | Lý Tường                                                  | Đề cử     |         |
| Giải thưởng Điện ảnh châu Á                  | Nam diễn viên phụ xuất sắc nhất                             | Triệu Hựu Đình                                            | Đề cử     |         |
| Giải thưởng Điện ảnh châu Á                  | Màn trình diễn mới xuất sắc nhất                            | Giang Sơ Ảnh                                              | Đoạt giải |         |
| Liên hoan phim sinh viên Bắc Kinh            | Đạo diễn mới xuất sắc nhất                                  | Triệu Vy                                                  | Đề cử     |         |
| Liên hoan phim sinh viên Bắc Kinh            | Nữ diễn viên xuất sắc nhất                                  | Dương Tử San                                              | Đề cử     |         |
| Giải thưởng của hội đạo diễn phim Trung Quốc | Phim của năm                                                |                                                           | Đề cử     |         |
| Giải thưởng của hội đạo diễn phim Trung Quốc | Đạo diễn của năm                                            | Triệu Vy                                                  | Đề cử     |         |
| Giải thưởng của hội đạo diễn phim Trung Quốc | Đạo diễn mới của năm                                        | Triệu Vy                                                  | Đề cử     |         |
| Giải thưởng của hội đạo diễn phim Trung Quốc | Kịch bản của năm                                            | Lý Tường                                                  | Đề cử     |         |
| Giải thưởng của hội đạo diễn phim Trung Quốc | Nam diễn viên của năm                                       | Triệu Hựu Đình                                            | Đề cử     |         |
| Giải Bách Hoa                                | Phim xuất sắc nhất                                          |                                                           | Đề cử     |         |
| Giải Bách Hoa                                | Đạo diễn xuất sắc nhất                                      | Triệu Vy                                                  | Đoạt giải |         |
| Giải Bách Hoa                                | Kịch bản xuất sắc nhất                                      | Lý Tường                                                  | Đoạt giải |         |
| Giải Bách Hoa                                | Nữ diễn viên xuất sắc nhất                                  | Dương Tử San                                              | Đề cử     |         |
| Giải Bách Hoa                                | Nam diễn viên phụ xuất sắc nhất                             | Bao Bối Nhĩ                                               | Đề cử     |         |
| Giải Bách Hoa                                | Nam diễn viên phụ xuất sắc nhất                             | Hàn Canh                                                  | Đề cử     |         |